# Ann-Britt Leyman
Ann-Britt Leyman-Olsson (Stenungsund, 10 giugno 1922 – Göteborg, 5 gennaio 2013) è stata una velocista e lunghista svedese.

## Biografia
Nel 1946 prese parte ai campionati europei di atletica leggera di Oslo, piazzandosi quarta, quinta e sesta rispettivamente nei 100 metri piani, staffetta 4×100 metri e 200 metri piani.
Nel 1948 fu medaglia di bronzo ai Giochi olimpici di Londra nel salto in lungo, mentre fu eliminata in batteria di qualificazione nei 200 metri piani.
Nell'arco della sua carriera è stata quindici volte campionessa nazionale.

## Palmarès
| Anno | Manifestazione  | Sede   | Evento         | Risultato | Prestazione | Note |
| ---- | --------------- | ------ | -------------- | --------- | ----------- | ---- |
| 1946 | Europei         | Oslo   | 100 m piani    | 4ª        | 12"2        |      |
| 1946 | Europei         | Oslo   | 200 m piani    | 6ª        | 26"2        |      |
| 1946 | Europei         | Oslo   | 4×100 m        | 5ª        | 49"3        |      |
| 1948 | Giochi olimpici | Londra | 200 m piani    | Batteria  | 26"3 w s    |      |
| 1948 | Giochi olimpici | Londra | Salto in lungo | Bronzo    | 5,575 m     |      |

## Campionati nazionali
- 1 volta campionessa svedese degli 80 metri piani (1941)
- 7 volte campionessa svedese dei 100 metri piani (dal 1942 al 1944 e dal 1946 al 1949)
- 7 volte campionessa svedese dei 200 metri piani (dal 1942 al 1947 e nel 1949)